# Mikó József
S. Mikó József (Joseph S. Miko) (Vecsés, 1920. augusztus 6. – Los Angeles, California, USA, 2008. április 28.) operatőr.

## Életpályája
A második világháború alatt a Csonka Gépgyárban (Kismotor és Gépgyár) esztergályosként dolgozott. A világháború után volt baromfi- és halkereskedő is. 1950-ben lett a Színház- és Filmművészeti Főiskola hallgatója. Eiben István felvételiztette. 1951–1955 között két operatőri osztály indult: az egyikben azok voltak, akiket a filmgyár küldött és munka mellett, vagy ösztöndíjjal tanulhattak, a másik, „rendes” osztályba a hagyományosan felvettek. Az első osztály mestere Eiben István, a másiké Illés György volt. A főiskola alatt is dolgozott, ipari és termelési filmek operatőre volt. Macskássy Gyulával is dolgozott.

### Munkássága
Mikó József operatőr volt Magyarországon, amikor kitört az 1956-os forradalom az orosz megszállás ellen. Megragadta a lehetőséget, hogy lefilmezze a forradalmat, abban a reményben, hogy a filmek kijutnak Magyarországról, hogy a világ többi része is láthassa a Szovjetunió brutalitását. A szovjet kormány tudomást szerzett a tevékenységéről, és el akarták kapni őt és az általa forgatott filmeket. Feleségével, Évával és az ifj. Józseff-fel együtt elmenekült az országból, hogy elkerülje az elfogást, a bebörtönzést és az esetleges kivégzést.
Az általa a forradalomról forgatott filmeket amerikai diplomáciai tasakban csempészték ki Magyarországról. Cserébe azért, hogy az amerikai kormánynak intelligens célokra másolatokat adtak a filmekről, a Miko családnak engedélyezték, hogy az amerikai hadsereg légi szállítóhajóján eljusson az USA-ba.
Egyike volt annak a három magyar operatőrnek, akik az 1956-os forradalom következtében emigráltak az USA-ba. Közeli barátja, Zsigmond Vilmos végül nagyon sikeres lett Hollywoodban; Oscar-díjat kapott a Harmadik típusú találkozások (1977) című filmjéért, és A fekete Dália (2006) című filmet is jelölték.
Miután Zsigmond Vilmossal együtt dolgozott néhány alacsony költségvetésű filmben, mint például A szadista (1963); elhagyta a filmipart, és sikeres üzletember lett a kaliforniai Santa Monicában. Az 1956-os forradalom világában létező filmek 80%-át ő forgatta; azóta visszaadományozta azokat Magyarországnak. A filmeket "The Miko Collection" néven archiválták, az esemény hivatalos történelmi feljegyzésének részeként.
Mikó József és az operatőr, Kovács László szintén közeli barátok voltak, miután 1956-ban mindketten kivándoroltak az USA-ba. Sajnálatos módon barátságuk az évek során megromlott, miután Kovács László megpróbálta magáénak tekinteni a magyar forradalomról Mikó által készített felvételeket. Az eredeti Agfa-felvételek azonban a Mikó család raktárában vannak, és hitelesítésre rendelkezésre állnak.

## Filmjei
- A szadista (1963)
- A szabadság vihara (2006)

## Díjai
- Kiváló Művészetért Díj
- Szabadság Hőse kitüntetés
- a Magyar Érdemrend lovagkeresztje
- A Magyar Köztársasági Érdemrend kiskeresztje (2000)
- Legenda Díj (HSC, 2006)

## Fordítás
- Ez a szócikk részben vagy egészben  a   József Mikó című angol Wikipédia-szócikk ezen változatának fordításán alapul.  Az eredeti cikk szerkesztőit annak laptörténete sorolja fel. Ez a jelzés csupán a megfogalmazás eredetét és a szerzői jogokat jelzi, nem szolgál a cikkben szereplő információk forrásmegjelöléseként.